# Capela de Santo Estevão da Arrifana
A Capela de Santo Estevão localiza-se na freguesia da Arrifana, Município de Santa Maria da Feira, Distrito de Aveiro, em Portugal.

## História
Foi erguida no século XVI, constituindo uma das edificações mais antigas do município.
Encontra-se classificada como Imóvel de Interesse Municipal.

## Características
Apresenta planta no formato circular, com uma cobertura cónica que nos faz lembrar o remate das torres do Castelo da Feira.